# Vickers Varsity
De Vickers Varsity was een tweemotorig opleidingsvliegtuig van Vickers-Armstrong dat vanaf 1951 werd gebruikt door de Britse Royal Air Force.
De Varsity was, net als de Valetta gebaseerd op het verkeersvliegtuig Vickers Viking, maar was iets groter en zwaarder en had een driepunts landingsgestel met neuswiel. Er werden 163 exemplaren van gebouwd. In de RAF werd het aangeduid als Varsity T.1. De Varsity verving de trainervariant van de Vickers Wellington als "vliegend klaslokaal" voor de opleiding van piloten, boordwerktuigkundigen, radio-operatoren, navigators en bommenrichters. De bommenrichter en zijn instructeur moesten plaatsnemen in een grote uitstulping aan de onderkant van de romp. Die bevatte ook een bommenruim met oefenbommen. Met de Varsity werden onder meer bemanningen voor de Britse V-Force-bommenwerpers opgeleid.
Het prototype van de Varsity vloog voor het eerst op 17 juli 1949. De eerste toestellen voor de RAF werden afgeleverd in oktober 1951. Het toestel bleef 25 jaar in dienst bij de RAF. In mei 1976 werd het type uit dienst genomen. Het werd vervangen door de Scottish Aviation Jetstream T.1.